# Die Fledermaus (film 1937)
Die Fledermaus è un film del 1937 diretto da Paul Verhoeven con la supervisione di Hans H. Zerlett. Fu il debutto registico di Verhoeven, attore e uomo di teatro che avrebbe poi diretto nella sua carriera cinematografica e televisiva oltre sessanta film.

## Produzione
Il film fu prodotto dall'Imagoton e Tobis Filmkunst.

## Distribuzione
Distribuito dalla Tobis-Filmverleih, uscì in prima allo Schauburg St. Pauli di Amburgo il 30 ottobre 1937. Venne proiettato al Capitol di Berlino il 2 novembre 1937.